# Doroneuria baumanni
Doroneuria baumanni är en bäcksländeart som beskrevs av Bill P.Stark och Gaufin 1974. Doroneuria baumanni ingår i släktet Doroneuria och familjen jättebäcksländor. Inga underarter finns listade i Catalogue of Life.